# 유리 가가린 우주비행사 훈련 센터

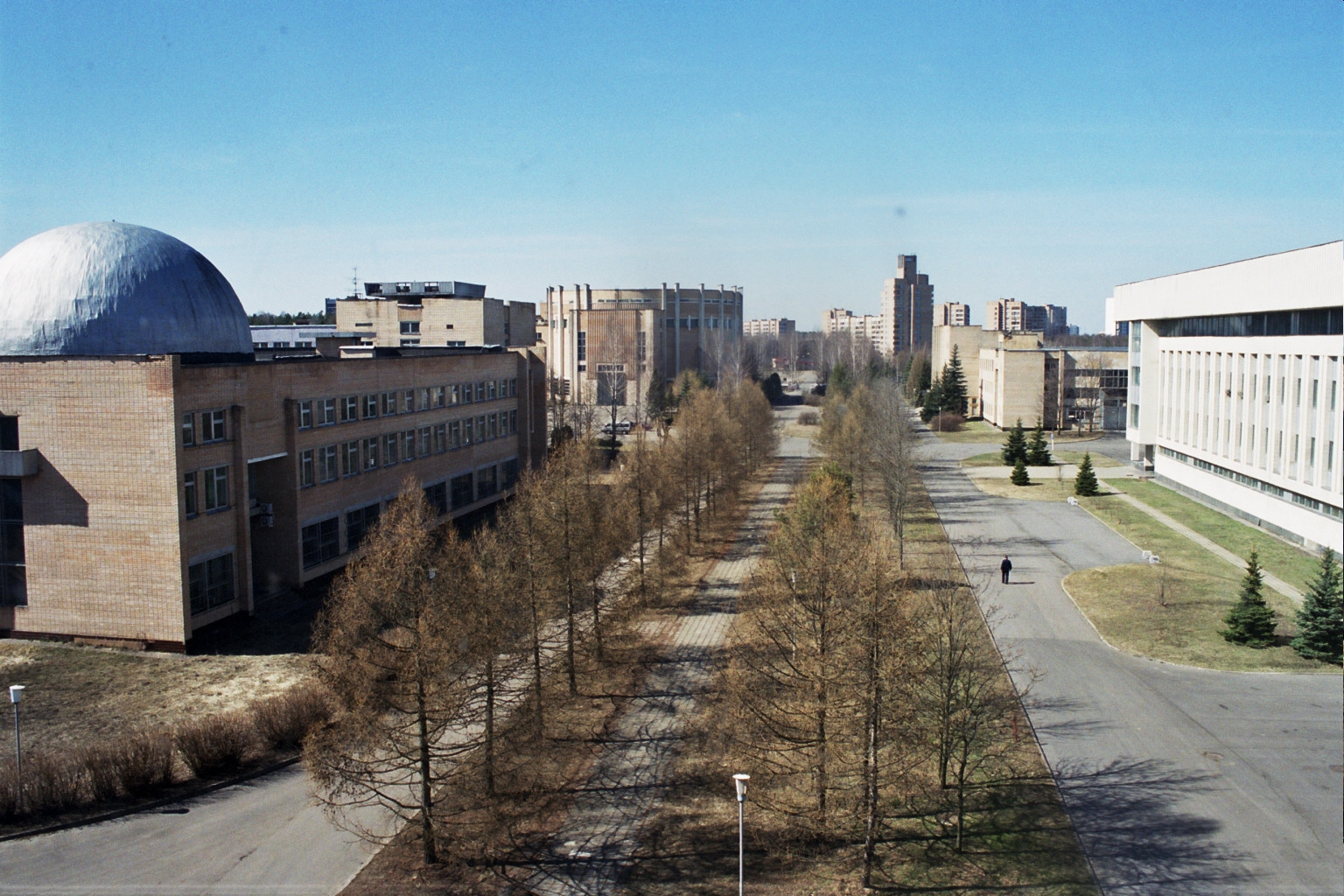
우주센터의 모습

유리 가가린 우주비행사 훈련 센터(러시아어: Российский Государственный Научно-Исследовательский Испытательный Центр Подготовки Космонавтов (РГНИИЦПК) им. Ю. А. Гагарина, Yuri Gagarin Cosmonauts Training Center, GCTC)는 1960년 1월 11일 모스크바 외곽의 스타(Star)시 내부에 기공된 훈련 시설로, 1969년 인류 최초의 우주인인 유리 가가린을 기념하여 명명되었다.

## 갤러리

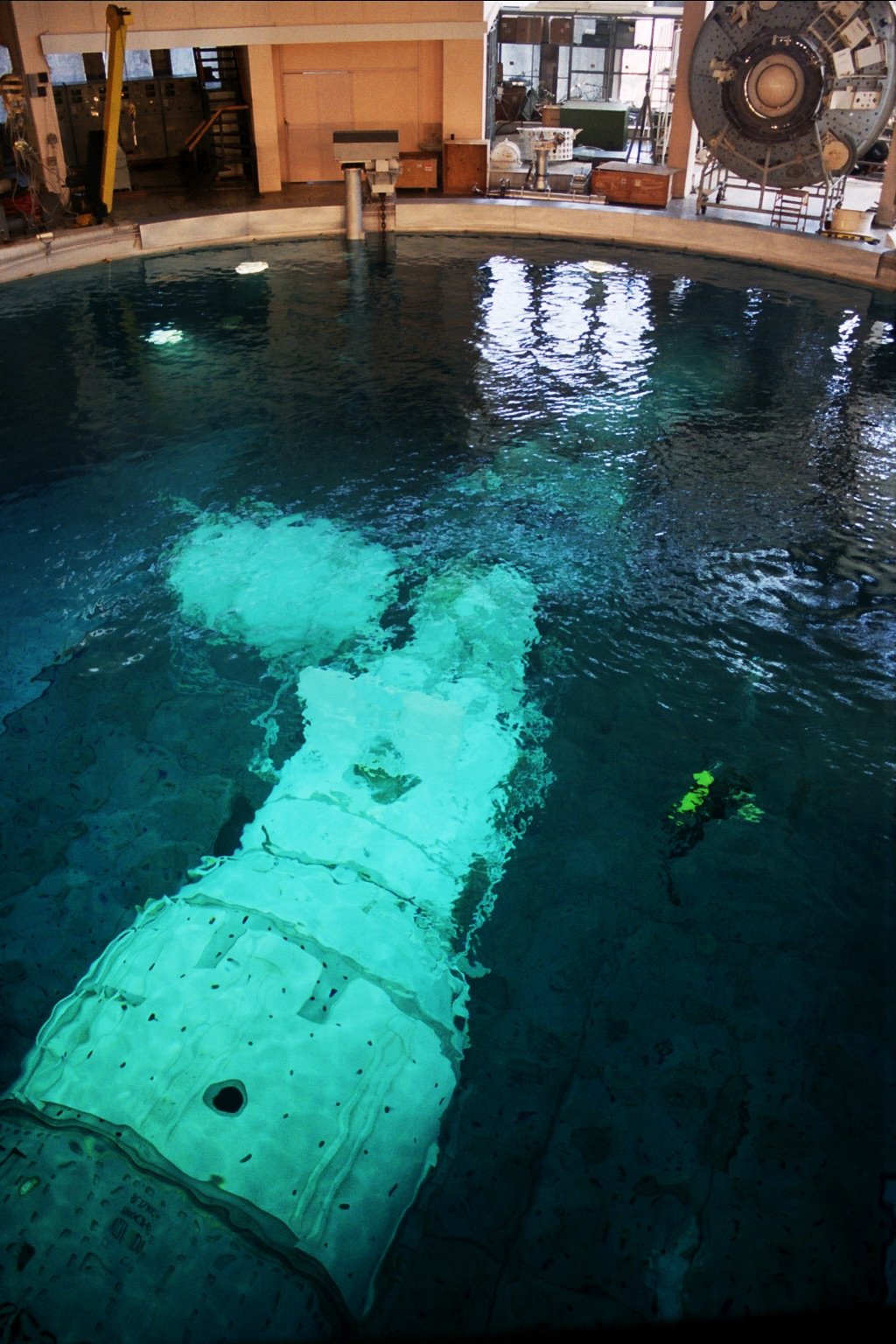
Zarya 훈련 모듈에서 훈련받는 우주인들
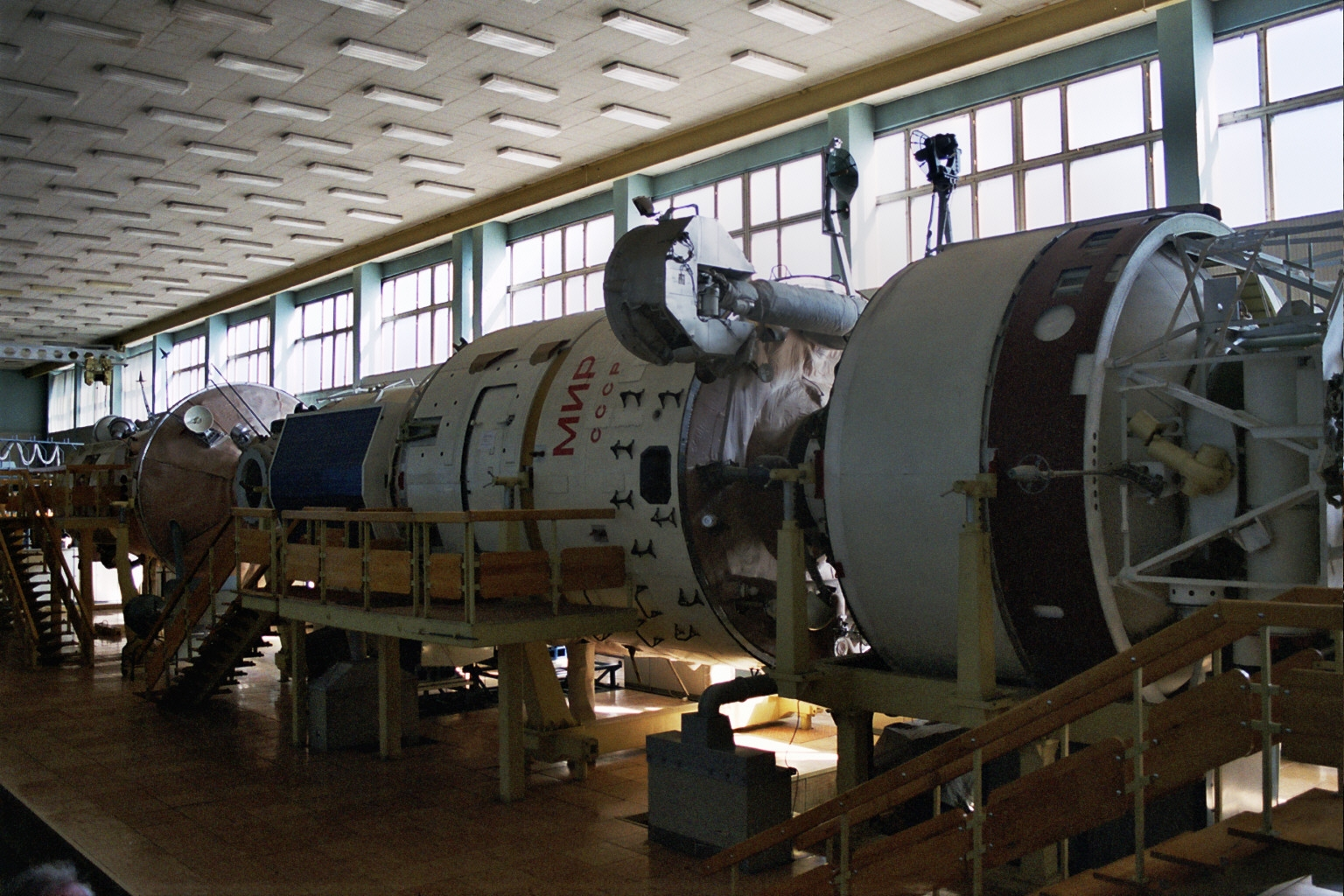
미르 훈련 모듈
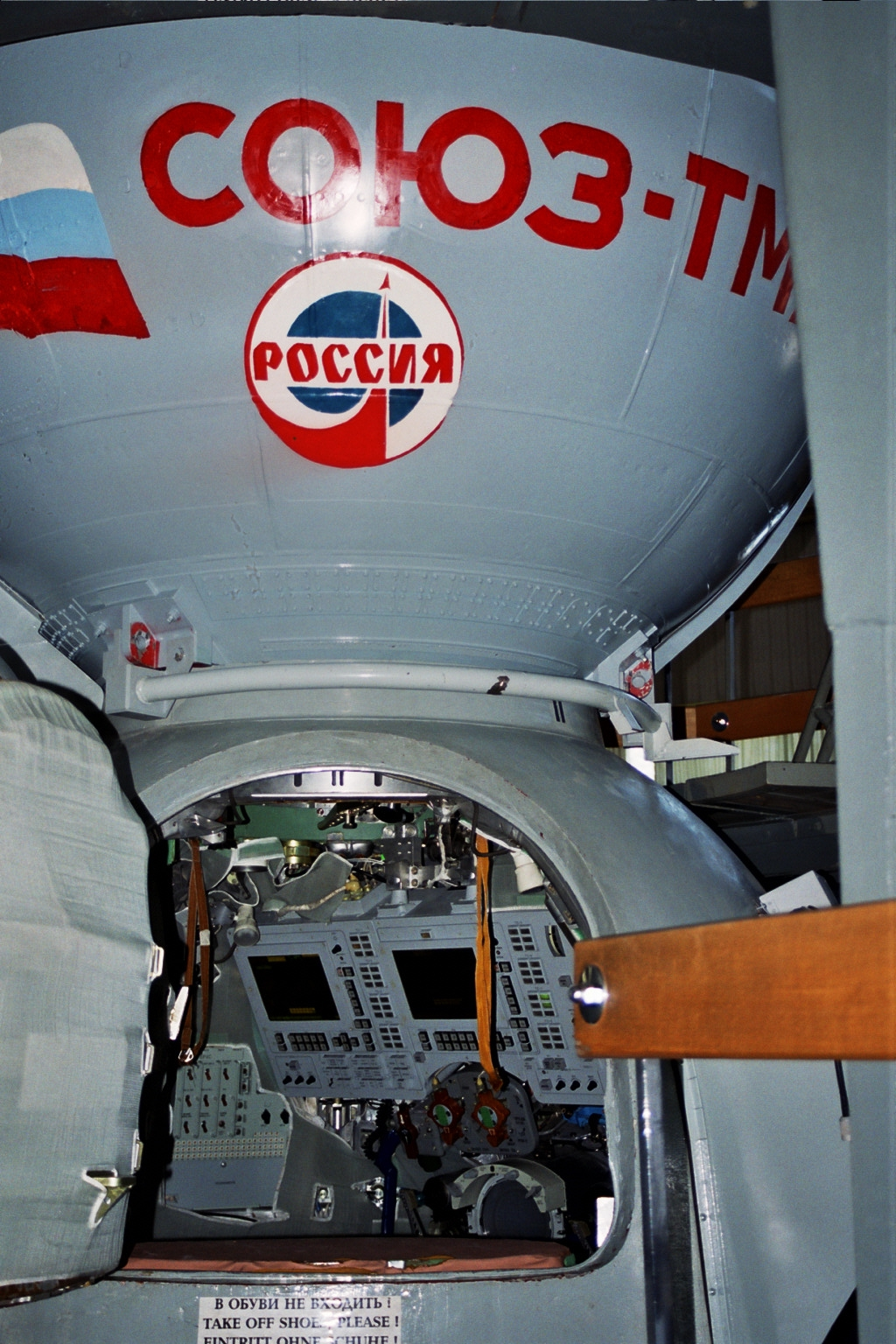
소유즈 TMA 훈련 모듈

## 같이 보기
- 중성부력 실험실